# H. C. Artmann
Hans Carl Artmann, meglio conosciuto come H. C. Artmann (Vienna, 12 giugno 1921 – Neustrelitz, 4 dicembre 2000), è stato uno scrittore e poeta austriaco.

## Biografia
Figlio di un calzolaio, iniziò a comporre poesia durante la seconda guerra mondiale, mentre era internato in un campo di prigionia americano. Emerse sulla scena nel 1958 grazie a una raccolta di poesie dialettali, Med ana schwoazzn dintn ("Con l'inchiostro nero"). Fu membro fondatore del Gruppo di Vienna (Wiener Gruppe) e vinse i maggiori premi letterari nazionali, quali il Großer Österreichischer Staatspreis (Gran Premio Nazionale Austriaco) nel 1974 e il Premio letterario della città di Vienna nel 1977.
È ritenuta una figura chiave nello sviluppo della letteratura austriaca del dopoguerra, in particolare "attraverso un uso pioneristico del dialetto come mezzo di decostruzione del linguaggio convenzionale".